# Asthenomacrurus
Asthenomacrurus es un género de peces gadiformes de la familia Macrouridae.

## Especies
Se reconocen las siguientes especies:
- Asthenomacrurus fragilis
- Asthenomacrurus victoris